# Абдуллах ибн Сулейман аль-Мани
Абдулла́х ибн Сулейма́н ибн Муха́ммад аль-Мани́ (араб. عبد الله بن سليمان بن محمد المنيع‎; род. 6 декабря 1930, Эль-Вашм, Саудовская Аравия) — саудовский исламский государственный и религиозный деятель, учёный-богослов и советник королевского суда Саудовской Аравии. Член Комитета больших учёных Саудовской Аравии с 1971 года.

## Биография

### Ранние годы
Родился 30 декабря 1930 года в провинции Аль-Вашм. Является из клана Харкуса, одного из клана Бану Зайд, находящееся в столице Аль-Вашм. Родился на своей родине, на родине своих отцов и дедов, в провинции Шакра, столица провинции Аль-Вашм, одного из регионов Неджда.